# Gerald Bartley
Gerald Bartley (irisch Gearóid Mac Pharthaláin, * 12. Juni 1898; † 10. Mai 1974) war ein irischer Politiker der Fianna Fáil.

## Biografie
Nach dem Schulbesuch war Bartley als Versicherungsmakler tätig und absolvierte außerdem ein Studium der Rechtswissenschaft. Im Anschluss war er als Rechtsanwalt (Barrister) tätig.
Seine politische Laufbahn begann Bartley 1932 als Kandidat der Fianna Fáil mit der erstmaligen Wahl zum Mitglied des Unterhauses (Dáil Éireann). In diesem vertrat er zehn Wiederwahlen bis 1937 zunächst den Wahlkreis Galway und dann bis 1965 den Wahlkreis Galway West.
Von Juni 1951 bis Juni 1954 war er während der Amtszeit von Premierminister (Taoiseach) Éamon de Valera Parlamentarischer Sekretär beim Landwirtschaftsminister. Nachdem die Fianna Fáil die Unterhauswahlen 1957 wieder gewonnen hatte, wurde er im März 1957 von Premierminister de Valera zunächst zum Parlamentarischen Sekretär beim Minister für Industrie und Handel und anschließend von Februar 1958 bis Juli 1959 zum Parlamentarischen Sekretär beim Finanzminister berufen.
Nach dem Amtsantritt von Premierminister Seán Lemass wurde er von diesem am 23. Juli 1959 als Minister für die irischsprachigen Gebiete (Gaeltacht) erstmals in das Kabinett berufen. Nach einer Regierungsumbildung war er anschließend vom 11. Oktober 1961 bis zum 21. April 1965 Verteidigungsminister im Kabinett Lemass. Während dieser Zeit war der spätere Minister und Präsident des Dáil Éireann Joseph Brennan der ihm zugeordnete Parlamentarische Sekretär.
Bei den Unterhauswahlen von 1965 verzichtete Bartley auf eine erneute Kandidatur.